# Novos Tempos - Ao Vivo
Novos Tempos - Ao Vivo é o quarto álbum da dupla Thaeme & Thiago, lançado em 2014. Novos Tempos, apresenta o momento de pura sintonia vivido pela dupla. Gravado no Citibank Hall em São Paulo, o evento reuniu grande parte dos fãs da dupla que se emocionaram com as canções românticas e dançaram muito com os hits animados. Com 20 músicas, o DVD conta com a participação de Lucas Lucco e da dupla Fernando & Sorocaba. "Deserto", "Hoje Não" e "Ai Que Dó" são algumas das canções que levantaram o público que lotava a casa. O projeto marca uma nova fase da dupla, com a entrada de Thiago Bertoldo. A recente mudança não deixou os motores esfriarem, com agenda repleta de shows  a dupla se reveza entre os ensaios e compromissos.

## CD

### Faixas
| N.º            | Título                                                 | Compositor(es)                                               | Duração  |  |
| 1.             | "Vai Dar Sim"                                          | Rodrigo Wesley, Liandro, Léo Camaro, Will Shapter            | 3:03     |  |
| 2.             | "Coração Apertado"                                     | Pedro Vianna, Paula Mattos, Leko Bertoldo                    | 2:59     |  |
| 3.             | "CD's e Livros"                                        | Sorocaba, Tatielle                                           | 2:58     |  |
| 4.             | "O Que Acontece na Balada" (Part. Fernando & Sorocaba) | Nandro Marx, Flavinho Tinto, Douglas Melo                    | 3:02     |  |
| 5.             | "Inseguros"                                            | Thaeme Mariôto, Paula Mattos                                 | 3:15     |  |
| 6.             | "Solteira"                                             | Thaeme Mariôto, Leko Bertoldo, Pedro Vianna                  | 2:53     |  |
| 7.             | "Cafajeste"                                            | Tatielle                                                     | 2:50     |  |
| 8.             | "29 de Agosto"                                         | Marcos Léo                                                   | 3:19     |  |
| 9.             | "Ai Ai Ai Ui Ui"                                       | Thaeme Mariôto, Thiago Bertoldo, Leko Bertoldo, Di Fontana   | 3:04     |  |
| 10.            | "Cê Gama" (Part. Lucas Lucco)                          | Rodrigo Wesley, Liandro, Léo Camaro                          | 3:21     |  |
| 11.            | "Eu Te Esperarei (Yo Te Esperaré)"                     | Mauricio Rengifo, Alejandro Rengifo / Versão: Simaria Mendes | 3:14     |  |
| 12.            | "Nosso Jardim"                                         | Pedro Henrique Viana                                         | 3:26     |  |
| 13.            | "Anjo Bom e Anjo Mau"                                  | Pedro Vianna, Thiago Bertoldo, Thaeme Mariôto, Paula Mattos  | 2:45     |  |
| 14.            | "Aeroporto"                                            | Sorocaba, Pedro Vianna, Thiago Servo                         | 3:32     |  |
| 15.            | "Partiu Balada"                                        | Nandro Marx, Flavinho Tinto, Douglas Melo                    | 3:10     |  |
| 16.            | "Novos Tempos"                                         | Paula Mattos, Thaeme Mariôto                                 | 5:16     |  |
| Duração total: | Duração total:                                         | Duração total:                                               | 52min07s |  |

## DVD
O show de gravação do DVD ocorreu no Citibank Hall, em São Paulo, no dia 8 de março de 2014.A apresentação teve direção de Fabio da Lua e Fabio Fakri, com direção de vídeo de Fernando Trevisan e cenário e iluminação de Sidney Aguiar, com  cenário grandioso, com painéis de led que se moviam de um lado para outro e para cima. As imagens aplicadas em alta resolução se modificavam a cada música, mexendo com a imaginação do público. E quando todos achavam que já haviam visto tudo, o cenário se abriu, e um carro conversível entrou, levando todos ao delírio. Outro aspecto interessante foi a intensa participação da banda nas coreografias, na interação com a dupla e o lado musicista de Thiago.

### Participações
Outro momento marcante na gravação foram as participações da dupla Fernando & Sorocaba na música "O Que Acontece na Balada", uma canção dançante que traz um dialeto entre os baladeiros de plantão, "o que acontece na balada, fica na balada". Lucas Lucco também marcou presença com arrocha romântico "Cê Gama", que promete esquentar o clima entre os corações apaixonados. Além disso, a versão da música "Eu Te Esperarei" (Yo Te Esperaré - Alejandro Rengifo e Mauricio Rengifo), foi um momento ímpar, um duelo de vozes entre a dupla que mais uma vez surpreende o público.

### Faixas
| N.º | Título                                                 | Compositor(es) | Duração |  |
| 1.  | "Pot-Pourri: Tchá Tchá Tchá / Hoje Não"                | Thiago Servo, Marquinhos, Danilo, Roberto Sampayo, Thyerys Marques / Thiago Servo, Silmara Nogueira, Paula Mattos |         |  |
| 2.  | "Vai Dar Sim"                                          | Rodrigo Wesley, Liandro, Léo Camaro, Will Shapter                                                                 |         |  |
| 3.  | "Coração Apertado"                                     | Pedro Vianna, Paula Mattos, Leko Bertoldo                                                                         |         |  |
| 4.  | "Deserto"                                              | Thiago Servo |         |  |
| 5.  | "Ai Ai Ai Ui Ui"                                       | Thaeme Mariôto, Thiago Bertoldo, Leko Bertoldo, Di Fontana                                                        |         |  |
| 6.  | "CD's e Livros"                                        | Sorocaba, Tatielle                                                                                                |         |  |
| 7.  | "Cafajeste"                                            | Tatielle |         |  |
| 8.  | "29 de Agosto"                                         | Marcos Léo |         |  |
| 9.  | "Inseguros"                                            | Thaeme Mariôto, Paula Mattos                                                                                      |         |  |
| 10. | "Ai Que Dó"                                            | Thiago Servo, Roberto Sampaio                                                                                     |         |  |
| 11. | "Eu Te Esperarei (Yo Te Esperaré)"                     | Mauricio Rengifo, Alejandro Rengifo / Versão: Simaria Mendes                                                      |         |  |
| 12. | "Pot-Pourri: Sinto Saudade / 365 Dias"                 | Thiago Servo, Thaeme Mariôto / Thiago Servo, Thaeme Mariôto                                                       |         |  |
| 13. | "Solteira"                                             | Thaeme Mariôto, Leko Bertoldo, Pedro Vianna                                                                       |         |  |
| 14. | "O Que Acontece na Balada" (Part. Fernando & Sorocaba) | Nandro Marx, Flavinho Tinto, Douglas Melo                                                                         |         |  |
| 15. | "Aeroporto"                                            | Sorocaba, Pedro Vianna, Thiago Servo                                                                              |         |  |
| 16. | "Cê Gama" (Part. Lucas Lucco)                          | Rodrigo Wesley, Liandro, Léo Camaro                                                                               |         |  |
| 17. | "Anjo Bom e Anjo Mau"                                  | Pedro Vianna, Thiago Bertoldo, Thaeme Mariôto, Paula Mattos                                                       |         |  |
| 18. | "Nosso Jardim"                                         | Pedro Henrique Viana                                                                                              |         |  |
| 19. | "Partiu Balada"                                        | Nandro Marx, Flavinho Tinto, Douglas Melo                                                                         |         |  |
| 20. | "Novos Tempos"                                         | Paula Mattos, Thaeme Mariôto                                                                                      |         |  |